# Aspidiotus watanabei
Aspidiotus watanabei är en insektsart som beskrevs av Sadao Takagi 1969. Aspidiotus watanabei ingår i släktet Aspidiotus och familjen pansarsköldlöss.
Artens utbredningsområde är Taiwan. Inga underarter finns listade i Catalogue of Life.